# Crystallogobius linearis
Crystallogobius linearis é uma espécie de peixe pertencente à família Gobiidae.
A autoridade científica da espécie é Düben, tendo sido descrita no ano de 1845.

## Portugal
Encontra-se presente em Portugal, onde é uma espécie nativa.

## Descrição
Trata-se de uma espécie marinha. Atinge os 4,69 cm de comprimento padrão nos indivíduos do sexo masculino, 3,9 cm de comprimento padrão nos indivíduos do sexo feminino.